# 范柳 (佛羅里達州)
范柳（英語：Fanlew）是位於美國佛羅里達州傑佛遜縣的一個非建制地區。該地的面積和人口皆未知。

## 地理
范柳的座標為30°16′12″N 84°03′25″W / 30.27000°N 84.05694°W，而該地的平均海拔高度為9米（即30英尺）。